# رود اوسکویا
رود اوسکویا (انگلیسی: Oskuya) یک رودخانه در استان نووگورود کشور روسیه است.